# آک‌یولوو
آک‌یولوو (انگلیسی: Akyulovo) یک شهرک در شهرستان خایبولینسکی استان باشقیرستان کشور روسیه است.